# サウダージ・デ・ロック
『サウダージ・デ・ロック』（Saudades de Rock）は、アメリカ合衆国のヘヴィメタル・バンド、エクストリームが2008年に発表した通算5作目、再結成後としては初のスタジオ・アルバム。

## 背景
ヌーノ・ベッテンコートと共に「ドラマゴッズ」、「サテライト・パーティー」といったバンドで活動していたケヴィン・フィグェリドが、新ドラマーに起用された。なお、オリジナル・ドラマーのポール・ギアリーは、2005年以降の再結成ライブに参加していたが、本作ではプレイヤーではなくマネージャーの一人としてクレジットされている。

## 反響・評価
母国アメリカでは、総合アルバム・チャートのBillboard 200で78位に達し、『ビルボード』のインディペンデント・アルバム・チャートでは9位を記録した。ロン・ハートはPopMattersのレビューで10点満点中7点を付け「バンド史上最もヘヴィかつ挑戦的で、10年以上も活動休止していた後の作品だが、演奏は絶頂期と言える」と評している。

## 収録曲
特記なき楽曲はゲイリー・シェローンとヌーノ・ベッテンコートの共作。
1. スター - "Star" - 4:11
2. コンフォタブリィ・ダム - "Comfortably Dumb" - 4:44
3. ラーン・トゥ・ラヴ - "Learn to Love" (Gary Cherone, Nuno Bettencourt, Kevin Figueiredo) - 5:27
4. テイク・アス・アライヴ - "Take Us Alive" - 3:23
5. ラン - "Run" - 4:41
6. ラスト・アワー - "Last Hour" - 5:37
7. フラワー・マン - "Flower Man" - 3:53
8. キング・オヴ・ザ・レイディーズ - "King of the Ladies" (G. Cherone, N. Bettencourt, Anthony J. Resta, Carl Restivo) - 4:22
9. ゴースト - "Ghost" - 4:58
10. スライド - "Slide" (N. Bettencourt, K. Figueiredo) - 4:35
11. インターフェイス - "Interface" (N. Bettencourt) - 4:34
12. サンライズ - "Sunrise" (G. Cherone, N. Bettencourt, K. Figueiredo) - 6:14
13. ピース（サウダージ） - "Peace (Saudade)" - 6:37

### 日本盤ボーナス・トラック
1. ミスター・ベイツ（1986デモ） - "Mr. Bates (1986 Demo)" - 3:38

### ヨーロッパ盤ボーナス・トラック
1. "Americocaine (Demo 1985)" (G. Cherone, N. Bettencourt, Paul Mangone)

## 参加ミュージシャン
- ゲイリー・シェローン - ボーカル
- ヌーノ・ベッテンコート - ギター、ピアノ、バッキング・ボーカル
- パット・バッジャー - ベース、バッキング・ボーカル
- ケヴィン・フィグェリド - ドラムス